# Hüttenkogel (Ankogelgruppe)
Der Hüttenkogel ist ein 2231 m ü. A. hoher Berg in der Ankogelgruppe der Zentralalpen im österreichischen Bundesland Salzburg.

## Lage und Umgebung
Der Gipfel des Hüttelkogels erhebt sich in der Gemeinde Bad Gastein an der Grenze zwischen den Katastralgemeinden Badgastein im Westen und Remsach im Osten. Er liegt außerdem an der Grenze zwischen dem Nationalpark Hohe Tauern und dem Landschaftsschutzgebiet Gasteiner-Tal. Zu den Bergen in der Umgebung zählen der 2125 m ü. A. hohe Tannwandkogel im Nordosten und der 2492 m ü. A. hohe Graukogel im Süden. An den nordwestlichen Hängen des Hüttenkogels stehen das Alpengasthaus Rudolfshöhe und die Schihütte Reichebenhütte. An den westlichen Hängen befinden sich die Palfner Heimalm, der Einzelhof Schachengut und das Alpengasthaus Windischgrätzhöhe.
Im Winter gibt es mehrere Schipisten am Berg. Diese sind durch die zwei Teilstrecken des Doppel-Sessellifts Graukogel sowie durch den Schlepplift Reichebenlift erschlossen. Der Steig vom Hüttenkogel auf den Graukogel heißt Andreasweg. Am Hüttenkogel gibt es eine Stempelstelle für Wandernadeln des Österreichischen Alpenvereins (ÖAV). Der Berg zählt zu den 55 Gipfeln des Gasteinertals, für deren vollständige Besteigung der Gasteiner Gipfelkranz vergeben wird, die höchste Klasse der Gasteiner Wandernadeln des ÖAV.

## Geologie
Der Gipfelbereich des Hüttenkogels ist von Glimmerschiefer, Graphitschiefer und Metavulkanit geprägt. Im Übrigen besteht der Berg vor allem aus Granitgneis und Orthogneis.

## Fauna und Flora
Der Umgebung des Gipfels gehört zur Gamswild-Ruhezone Graukogel, die von 1. Dezember bis 31. Mai nicht betreten werden darf. Rund um den Gipfel erstreckt sich eine Heidelbeer-Heide. Darunter schließen im Osten ein Latschen-Buschwald und im Westen Bestände der Rostblättrigen Alpenrose (Rhododendron ferrugineum) an.

## Geschichte
Der Hüttenkogel galt als ein Lieblingsberg von Kaiserin Elisabeth von Österreich-Ungarn. Der Andreasweg besteht seit Ende des 19. Jahrhunderts. Er ist nach Andreas Gruber von der Sektion Gastein des Deutschen und Österreichischen Alpenvereins benannt, der den Steig anlegen ließ. Der Hüttenkogel-Pass war eine der zahlreichen Krampus-Gruppen („Passen“) des Gasteinertals.